# Лановецький замок
Лановецький замок — втрачена оборонна споруда в місті Ланівцях Лановецької громади Кременецького району Тернопільської области України.

## Відомості
У 1568 р. власник міста Сава Єловицький перетворив оборонний двір на замок, додатково укріпивши його штучним ставком
Восени 1618 р. татари зруйнували замок.
На місці замку у XVII ст. Михайло Єловицький спорудив цегляний палац, який за радянської влади розібрали через аварійність. У 1980 рр. на місці палацу спорудили політехнічне училище, яке і зараз перебуває на замчищі.